# زیردریایی ای‌اس-۳۴
زیردریایی ای‌اس-۳۴ (به انگلیسی: Russian submarine AS-34) یک زیردریایی است که طول آن ۱۳٫۵ متر (۴۴ فوت ۳ اینچ) و ارتفاع آن ۴٫۶ متر (۱۵ فوت ۱ اینچ) می‌باشد. این زیردریایی در سال ۱۹۸۹ ساخته شد.